# British Comedy Awards 2001
La XII edizione dei British Comedy Awards si tenne nel 2001 e venne presentata da Jonathan Ross.

## Vincitori
- Miglior commedia televisiva esordiente - The Office
- Miglior attore in una commedia televisiva - Rob Brydon
- Miglior attrice in una commedia televisiva - Ronni Ancona
- Miglior debutto in una commedia televisiva - Johnny Vegas
- Miglior personalità in una commedia di intrattenimento - Frank Skinner
- Miglior commedia televisiva - One Foot In The Grave
- Miglior commedia drammatica televisiva - Bob & Rose
- Miglior commedia di intrattenimento - So Graham Norton
- Miglior commedia televisiva internazionale - Seinfeld
- Migliore film commedia - Campioni di razza
- Miglior commedia radiofonica - Dead Ringers
- Miglior esibizione live - Victoria Wood
- AOL People's Choice - Cold Feet
- Miglior scrittore - Russell T Davies
- Premio alla carriera - David Jason